# Bettina Gockel
Bettina Gockel (* 29. März 1966 in Paderborn) ist eine deutsch-schweizerische Kunsthistorikerin und Autorin. Sie ist Ordinaria für Geschichte der bildenden Kunst und Leiterin der Lehr- und Forschungsstelle für Theorie und Geschichte der Fotografie an der Universität Zürich.

## Beruflicher Werdegang
Bettina Gockel studierte Kunstgeschichte, Neuere Deutsche Literatur, Theaterwissenschaften und Archäologie an der Ludwig-Maximilians-Universität München und an der Universität Hamburg (1986 bis 1992). Dort promovierte sie bei Monika Wagner und Horst Bredekamp mit einer Arbeit zu Kunst und Politik der Farbe in Thomas Gainsboroughs Porträtmalerei. 1993 bis 1996 erhielt sie ein Promotions- und Reisestipendium der Studienstiftung des Deutschen Volkes. 1994 erhielt sie ein Library Robert R. Wark Fellowship an der Huntington Library, Art Collections and Botanical Gardens, San Marino, USA. Von 1996 bis 1998 arbeitete sie als wissenschaftliche Volontärin an den Staatlichen Kunstsammlungen Dresden, der Gemäldegalerie Alte Meister, der Gemäldegalerie Neue Meister und der Porzellansammlung. Ab 1998 war sie wissenschaftliche Assistentin am Kunsthistorischen Institut der Eberhard-Karls-Universität Tübingen, wo sie sich im Jahr 2006 in der Kunstgeschichte habilitierte. Von 2002 bis 2003 war sie Research Scholar und 2005 Gastwissenschaftlerin am Max-Planck-Institut für Wissenschaftsgeschichte in Berlin.
Von 2005 bis 2006 übernahm sie eine Vertretungsprofessur für Kunstgeschichte an der Hochschule für Kunst und Design Halle, Burg Giebichenstein.Von 2006 bis 2007 war sie Member am Institute for Advanced Study, School of Historical Studies in Princeton, USA. 2008 lehnte sie Rufe an die Johannes-Gutenberg-Universität Mainz auf eine W2-Professur für Kunstgeschichte und an die Ernst-Moritz-Arndt Universität Greifswald auf eine W3-Professur für Kunstgeschichte ab.
Zum 1. Februar 2008 folgte sie dem Ruf auf den Lehrstuhl für Geschichte der bildenden Kunst mit Leitung der Lehr- und Forschungsstelle für Theorie und Geschichte der Fotografie am Kunsthistorischen Institut der Universität Zürich. Sie ist seit 1870 die erste Frau, die dort eine ordentliche Professur innehat. Ihre Forschungsschwerpunkte sind Geschichte der bildenden Künste im globalen Kontext, Theorie und Geschichte der Fotografie, Geschichte der Wahrnehmung und des Sehens, Verhältnis von Kunst und Naturwissenschaft, Historiographie der Kunstgeschichte und Kunstpsychologie sowie Kunstgeschichte im digitalen Zeitalter.
Im Sommer 2012 war sie Senior Scholar der Terra Foundation of American Art. 2014 lehnte sie einen Ruf an die Universität Passau auf eine W3-Professur für Kunstgeschichte/Bildwissenschaft ab. Im Winter 2015/16 nahm sie eine Gastprofessur an der Gakushūin-Universität Tokyo, Japan, wahr.

## Mitgliedschaften
- Association of Members of the Institute for Advanced Study, "Membership" siehe [4] und "2006-2007 Members, Visitors and Research Assistants" siehe [5] (AMIAS)
- Vereinigung der Kunsthistorikerinnen und Kunsthistoriker in der Schweiz[6] (VKKS)
- Verband Deutscher Kunsthistoriker e. V.
- College Art Association[7] (CAA)
- Deutsche Gesellschaft für die Erforschung des 18. Jahrhunderts[8]
- Association of Historians of Nineteenth-Century Art (AHNCA)[9]
- International House of Japan[10]
- Netzwerk Kulturwissenschaft[11]
- Seit 2010: Stiftungsratsmitglied der Fotostiftung Schweiz

## Publikationen

### Bücher
- Kunst und Politik der Farbe. Gainsboroughs Portraitmalerei. Gebrüder Mann, Berlin 1999, ISBN 978-3-7861-1863-3.
- Der Künstler als Objekt psychiatrischer Theorie und Praxis. Zu Ernst Ludwig Kirchner und Ludwig Binswanger d.J. Max-Planck-Institut für Wissenschaftsgeschichte, Berlin 2003 (Preprint 238, dt./engl.).
- Die Pathologisierung des Künstlers. Künstlerlegenden der Moderne. Akademie Verlag, Berlin 2010, ISBN 978-3-05-004343-2.

### Herausgebertätigkeit
Herausgeberin der Schriftenreihe Art & Photography. Heidelberg: arthistoricum.net, seit 2021; bisher erschienen:
- Bd. 1: Christiane Hoefert. Rollenflexibilität und Demokratisierung in der Kunst. Der Konzeptkünstler, Mail Artist und Networker H. R. Fricker. 2021

Herausgeberin der Schriftenreihe Studies in Theory and History of Photography. Berlin: Akademie Verlag / de Gruyter, seit 2011; bisher erschienen:
- Bd. 1: Nanni Baltzer und Wolfgang Kersten (Hg.). Weltenbilder. 2011.
- Bd. 2: Bettina Gockel. In Zusammenarbeit mit Patrizia Munforte (Hg.). American Photography. Local and Global Contexts. 2012.
- Bd. 3: Nanni Baltzer. Die Fotomontage im faschistischen Italien. Aspekte der Propaganda unter Mussolini. 2015.
- Bd. 4: Bettina Gockel und Hans Danuser (Hg.). Die Neuerfindung der Fotografie. Hans Danuser – Gespräche, Materialien, Analysen. 2014.
- Bd. 5: Kim Timby. 3D and Animated Lenticular Photography. Between Utopia and Entertainment. 2015.
- Bd. 6: Mirjam Brusius. Fotografie und museales Wissen. William Henry Fox Talbot, das Altertum und die Absenz der Fotografie. 2015.
- Bd. 7: Herta Wolf (Hg.). Zeigen und/oder Beweisen? Die Fotografie als Kulturtechnik und Medium des Wissens. 2016.
- Bd. 8: Markus Ritter und Staci Gem Scheiwiller. The Indigenous Lens? Early Photography in the Near and Middle East. 2017.
- Bd. 9: Caroline Fuchs. Das Autochrom in Großbritannien. Revolution der Farbfotografie. 2017.
- Bd. 10: Bettina Gockel. In Collaboration with Nadine Jirka and Stella Jungmann (Ed.). The Colors of Photography. 2020.
- Bettina Gockel, Miriam Volmert (Hg.). Wahrnehmen, Speichern, Erinnern. Memoriale Praktiken und Theorien in den Bildkünsten, 1650 bis 1850. Berlin: De Gruyter, 2018.

- Bettina Gockel. Unter Mitarbeit von Julia Häcki u. Miriam Volmert (Hg.). Vom Objekt zum Bild. Piktorale Prozesse in Kunst und Wissenschaft, 1600–2000. Berlin: Akademie Verlag, 2011.
- Michael Frank, Bettina Gockel et al. (Hg.). Räume. Themenheft der Zeitschrift für Kulturwissenschaften 2. Bielefeld: Transcript, 2008.
- Michael Frank, Bettina Gockel et al. (Hg.). Fremde Dinge. Themenheft der Zeitschrift für Kulturwissenschaften 1. Bielefeld: Transcript, 2007.
- Bettina Gockel u. Michael Hagner (Hg.): Die Wissenschaft vom Künstler. Körper, Geist und Lebensgeschichte als Objekte der Wissenschaften, 1880–1930. Preprint 279. Berlin: Max-Planck-Institut für Wissenschaftsgeschichte, 2004.
- Gabriele Dürbeck, Bettina Gockel et al. (Hg.). Natur der Wahrnehmung – Wahrnehmung der Natur. Sehen und Sichtweisen um 1800. Dresden: Verlag der Kunst, 2001.

### Wissenschaftliche Beiträge und Essays
- Foreword. The Making of this Book: „Why The Colors of Photography“?, in: Bettina Gockel. In Collaboration with Nadine Jirka and Stella Jungmann (Ed.). The Colors of Photography. 2020, S. 7–18.
- The Arts and Politics of the Colors of Photography: An Introduction, in: Bettina Gockel. In Collaboration with Nadine Jirka and Stella Jungmann (Ed.). The Colors of Photography. 2020, S. 19–52.
- Uncalibrated: From the Standpoint of Color—Hans Danuser, in: Bettina Gockel. In Collaboration with Nadine Jirka and Stella Jungmann (Ed.). The Colors of Photography. 2020, S. 173–198.
- The Invention of Black-and-White Photography: Proclamations of Photograph's Aesthetic Independence and the History of Photography's Colors, in: Bettina Gockel. In Collaboration with Nadine Jirka and Stella Jungmann (Ed.). The Colors of Photography. 2020, S. 261–304.
- Gertrude Käsebier, in: Une histoire mondiale des femmes photographes. Sous la direction de Luce Lebart et Marie Robert, Paris: Les Èditions Textuel, 2020, S. 57.
- Making a Digital Research Project in the History of Modern Art and Photography. The Art and Photo Magazine 'Camera Work' in: Von analogen und digitalen Zugängen zur Kunst: Festschrift für Hubertus Kohle zum 60. Geburtstag, hrsg. von Maria Effinger, Stephan Hoppe, Harald Klinke, Bernd Krysmanski, Heidelberg: arthistoricum.net, 2019
- Fotografiegeschichte in Forschung und Lehre - Ein Sommernachtstraum, in: Rundbrief Fotografie 25 (2018), Nr. 3, S. 54–55.
- Die fotografische Persona und die Bedeutung der Fotografie als Kunst. The Photographic Persona and the Significance of Photography as Art, in: Künstler Komplex. Fotografische Porträts von Baselitz bis Warhol. Sammlung Platen, hrsg. von Ludger Derenthal und Jadwiga Kamola, Heidelberg/Berlin: Kehrer, 2018, S. 37–48.
- Gainsborough als moderner Künstler. Figur und Landschaft – Licht und Farbe, in: Thomas Gainsborough. Die moderne Landschaft. Ausstellungskatalog (Hamburger Kunsthalle), hrsg. v. Christoph Martin Vogtherr und Katharina Hoins, München: Hirmer, 2018, S. 123–135.
- Angst vor dem Hai. John Singleton Copleys Kunst der kulturellen Verfeinerung, in: Wahrnehmen, Speichern, Erinnern. Memoriale Praktiken und Theorien in den Bildkünsten 1650 bis 1850, hrsg. v. Bettina Gockel und Miriam Volmert. Berlin: De Gruyter, 2018, S. 247–283.
- Einleitung, in: Bettina Gockel. Unter Mitarbeit von Julia Häcki u. Miriam Volmert (Hg.). Vom Objekt zum Bild. Piktorale Prozesse in Kunst und Wissenschaft, 1600–2000. Berlin: Akademie Verlag, 2011, S. 11–18.
- Im Zeichen der Kunst. Zeitgenössische Stillleben von Anne Katrine Dolven, Wolfgang Tillmans, Karin Kneffel, in: Bettina Gockel. Unter Mitarbeit von Julia Häcki u. Miriam Volmert (Hg.). Vom Objekt zum Bild. Piktorale Prozesse in Kunst und Wissenschaft, 1600–2000. Berlin: Akademie Verlag, 2011, S. 265–312.
- Konstruktion und Wirklichkeit einer globalisierten Künstlerin: Helene Schjerfbeck zwischen Tradition und Moderne, in: Kunstchronik 69.11 (2016), S. 551–559. – Dieser Text erschien in japanischer Übersetzung (übersetzt von Marie Kakinuma) in: Department of Aesthetics and Art History, Tokyo University of the Arts (Hg.), Aspects of problems in Western art history 14 (2016).
- Äquivalente. Monets Malerei und sein Garten in Giverny, in: Gärten der Welt. Orte der Sehnsucht und Inspiration. Ausstellungskatalog (Museum Rietberg, Zürich), hrsg. v. Albert Lutz unter Mitarbeit v. Hans von Trotha. Zürich/Köln: Museum Rietberg/Wienand, S. 256–263.
- Gepflegte Pfade: unterwegs zur Kunst an der Peripherie, in: Kritische Berichte 43.3 (2015), S. 9–22.
- Schillernd. Die Erfindung der Schwarz-Weiß-Fotografie, in: Schwarz-Weiß als Evidenz. Hg. Monika Wagner und Helmut Lethen. Frankfurt a. M. 2015, S. 156–170.
- Das Kapital der Kunst: Gainsboroughs James Christie, in: Kunst und Karriere. Ein Kaleidoskop zum Kunstbetrieb. Zürich, 2015, S. 23–48.
- Interview: Erhellende Bilder. Bettina Gockel über die Bedeutung von Licht in der Kunst, in: UZH Magazin. Die Zeitschrift der Universität Zürich 24.2. (2015), S. 27–28.
- Bettina Gockel und Hans Danuser, Zum Auftakt, in: Neuerfindung der Fotografie. Hans Danuser – Gespräche, Materialien, Analysen, hrsg. v. Bettina Gockel und Hans Danuser unter Mitarbeit von Joachim Sieber und Miriam Volmert. Berlin: De Gruyter, 2014, S. 5–26.
- Ateliergespräch. Hans Danuser und Bettina Gockel, in: Bettina Gockel und Hans Danuser, unter Mitarbeit von Joachim Sieber und Miriam Volmert (Hg.), Die Neuerfindung der Fotografie. Hans Danuser – Gespräche, Materialien, Analysen. Berlin: De Gruyter, 2014, S. 27–47.
- Bettina Gockel u. Thomas Keller. Rezension von Christoph Decker (Hg.). Visuelle Kulturen der USA: Zur Geschichte von Malerei, Fotografie, Film, Fernsehen und neuen Medien in Amerika. Bielefeld: Transcript, 2010, in: Archiv für das Studium der neueren Sprachen und Literaturen 250 (02/2013). S. 439–442.
- Höher hängen. Porträt, Genre und Bildtheorie, in: Unter vier Augen. Sprachen des Porträts, hrsg. v. der Staatlichen Kunsthalle Karlsruhe. Karlsruhe: Kerber, 2013, S. 174–181.
- Legende zu Lebzeiten. Von Gogh und die Pathologisierung des modernen Künstlers, in: Anekdote – Biographie – Kanon. Zur Geschichtsschreibung in den schönen Künsten, hrsg. v. Melanie Unseld und Christian von Zimmermann. Köln: Böhlau: 2013, S. 125–143.
- Introduction. Looking back from the „October Moment“ to the „FSA Moment“ in American Photography, in: American Photography. Local and Global Contexts, hrsg. v. Bettina Gockel unter Mitarbeit von Patrizia Munforte. Berlin: Akademie Verlag, 2012, S. XI–XXXIII.
- Sascha Renner, Bettina Gockel und Kaspar M. Fleischmann. Interview „Jeder sieht anders“, in: Journal. Die Zeitung der Universität Zürich, 16. September 2012, S. 5.
- Dokumentarisch = Amerikanisch? Oskar Schmidts „The American Series“, in: Oskar Schmidt. Dust Bowl Years, hrsg. v. Galerie Scheublein Fine Art. Zürich: Galerie Scheublein Fine Art, 2012, S. 3–7.
- Utopie und Fotografie. Ernst Ludwig Kirchners Selbstbild und seine künstlerische Selbstbestimmung nach 1918, in: Weltenbilder (Studies in Theory and History of Photography 1), hrsg. v. Nanni Baltzer und Wolfgang Kersten. Berlin: Akademie Verlag, 2011. S. 51–68.
- „... und zuletzt nahm sie einen Schuh vom Vatter zum ihn abmalen, weil ihr nicht einfiel was sonst malen.“ – Schuhe als Ursprungsmythos der modernen Kunst, in: Fund-Stücke – Spuren-Suche (Zurich Studies in the History of Art 17/18), hrsg. v. Adriano Boschetti-Maradi, Barbara Dietrich, Lotti Frascoli, Jonathan Frey, Ylva Meyer und Saskia Roth. Berlin: Akademie Verlag, 2011, S. 665–688.
- Duplizität als visuelles Prinzip: Paul Klees Hoffmanneske Märchenszene, in: Paul Klee. Art in the Making 1883–1940, hrsg. v. Wolfgang Kersten, Yuko Ikeda und Kenjin Miwa. Kyoto: National Museum of Modern Art, 2011, S. 178–188.
- Einleitung, in: Vom Objekt zum Bild. Piktorale Prozesse in Kunst und Wissenschaft, 1600–2000, hrsg. v. Bettina Gockel, unter Mitarbeit von Julia Häcki und Miriam Volmert. Berlin: Akademie Verlag, 2011. S. 11–18.
- Im Zeichen der Kunst. Zeitgenössische Stillleben von Anne Katrine Dolven, Wolfgang Tillmans, Karin Kneffel, in: Vom Objekt zum Bild. Piktorale Prozesse in Kunst und Wissenschaft, 1600–2000, hrsg. v. Bettina Gockel, unter Mitarbeit von Julia Häcki und Miriam Volmert. Berlin: Akademie Verlag, 2011, S. 265–312.
- Bilder für Blinde. Sehen und Handeln in Malerei, Fotografie und Film. Ein Versuch, in: Horst Bredekamp und John Michael Krois (Hg.). Sehen und Handeln. Actus et Imago 1. Berlin: Akademie Verlag, 2011, S. 65–98.
- Pathographie/Pathologisierung, in: Handbuch psychoanalytischer Begriffe für die Kunstwissenschaft, hrsg. v. Gerlinde Gehrig und Ulrich Pfarr. Giessen: Psychosozial-Verlag, 2009, S. 259–273.
- Hans Prinzhorn, in: Kindlers Literatur Lexikon. 3. Auflage, hrsg. v. Heinz Ludwig Arnold. Stuttgart: Metzler, 2009. S. 248–249.
- Paul Klee’s picture-making and persona. Tools for making invisible realities visible, in: Studies in History and Philosophy of Science 39.3 (2008), S. 418–433.
- Bedeutungsstiftende Bildtechniken. Gainsboroughs Druckgraphik im Licht von Adam Smiths ökonomischer, moralphilosophischer und sinnesphysiologischer Theorie, in: Werner Busch (Hg.). Verfeinertes Sehen. Optik und Farbe im 18. und frühen 19. Jahrhundert. München: Oldenbourg, 2008, S. 101–131.
- Van Goghs Schuhe. Zum Streit zwischen Heidegger und Meyer Schapiro, in: Zeitschrift für Kulturwissenschaften 1 (2007), S. 87–98.
- Krieg – Krankheit – Kulturwissenschaft. Warburgs Schizophrenie als Forschungsinstrument und das Ideal moderner Primitivität, in: Gottfried Korff (Hg.). Kasten 117: Aby Warburg und der Aberglaube im Ersten Weltkrieg. Tübingen: Tübinger Vereinigung für Volkskunde, 2007, S. 117–134.
- Opfer und Heilerin. Frida Kahlo als Schamanin?, in: Frida Kahlo, hrsg. v. Karsten Müller und Ortrud Westheider. Hamburg: Hirmer, 2006, S. 40–51.
- Motive der Künstlerpathographie in Psychiatrie, Kunstkritik und Künstlerleben, in: LebensBilder. Leben und Subjektivität in neueren Ansätzen der Gender Studies, hrsg. v. Sabine Brombach und Bettina Wahrig. Bielefeld: Transcript, 2006, S. 125–150.
- Rezension von Pamela H. Smith. The Body of the Artisan and Experience in the Scientific Revolution. Chicago und London: University of Chicago Press, 2004, in: Interdisciplinary Science Reviews 29.3 (2004), S. 328–332.
- Kunst als soziales Phänomen oder Sozialgeschichte des Bildwissens. Gainsborough in Großbritannien und den USA, in: Kunstchronik 57.1 (2004), S. 5–14.
- Kirchners Berglandschaften. Gemälde und Fotografien, in: Ernst Ludwig Kirchner - Bergleben. Die frühen Davoser Jahre 1917–1926. Ostfildern-Ruit: Hatje Cantz, 2003, S. 39–48.
- Kirchner’s Alpine Landscapes. Paintings and Photographs, in: Ernst Ludwig Kirchner – Mountain Life. The Early Years in Davos 1917–1926, hrsg. v. Bernhard Mendes Bürgi. Ostfildern-Ruit: Hatje Cantz, 2003, S. 39–48. (zugl. Preprint Nr. 242. Berlin: Max-Planck-Institut für Wissenschaftsgeschichte, 2003.)
- Der Künstler als Objekt psychiatrischer Theorie und Praxis. Zu Ernst Ludwig Kirchner und Ludwig Binswanger d. J. Preprint 242. Berlin: Max-Planck-Institut für Wissenschaftsgeschichte, 2003.
- Die Oberfläche bei Gainsborough und das Wissen „unserer gänzlichen Unwissenheit“, in: Horst Bredekamp und Gabriele Winter (Hg.). Bildwelten des Wissens. Kunsthistorisches Jahrbuch für Bildkritik 1/2. Berlin: Akademie Verlag, 2003, S. 95–104.
- Der Künstler als „geistige Person“. E. L. Kirchner und Ludwig Binswanger d. J., in: Georges-Bloch-Jahrbuch des Kunsthistorischen Instituts der Universität Zürich 9/10 (2002/03), S. 151–175.
- Kein „Röntgenbild des Surrealismus“. La Révolution Surrealiste, in: Kunstchronik 55.9/10 (2002), S. 465–473.
- Experimentalisierung des Lebens in Kunst und Kultur. Zur Jubiläumstagung „100 Jahre Monte Verità“, Ascona, 30.11 bis 3.12.2000, in: Kunstchronik 55.6 (2002), S. 265–271.
- Farbe, in: Monika Wagner et al. (Hg.). Lexikon des künstlerischen Materials. Werkstoffe der modernen Kunst von Abfall bis Zinn. München: Beck, 2002, S. 78–84.
- Der Kopf zwischen Kunst, Wissenschaft und Politik, in: Magazin III: Forschungen, hrsg. v. Roland Scotti. Davos: Kirchner Verein, 2001, S. 49–58.
- Gemalte Sehweisen. Kunst und Naturwissenschaft im 18. Jahrhundert, in: Gabriele Dürbeck, Bettina Gockel et al. (Hg.). Natur der Wahrnehmung – Wahrnehmung der Natur. Dresden: Verlag der Kunst, 2001, S. 199–219.
- Farbe, in: ABC des Materials. Blätter des Archivs zur Erforschung der Materialikonographie, hrsg. v. Monika Wagner. Hamburg: Christians, 2000.
- Gegenwartskunst im Museum, in: Dresdener Kunstblätter 42.1 (1998), S. 37–42.
- Vom Ruhm der Malkunst zum „reinen Kunstwerk“, in: Patrimonia 147 (1998), S. 17–29.
- „Ich bin nicht, was ich spiele.“ Gainsboroughs und Reynolds‘ Bildnisse des Schauspielers David Garrick, in: Bildnis und Image. Das Portrait zwischen Intention und Rezeption, hrsg. v. Andreas Köstler und Ernst Seidl. Köln: Böhlau, 1998, S. 215–234.
- Bedeutungsstiftung durch Wahrnehmung. Zur Rolle der Farbe im modernen Portrait. Thomas Gainsborough, Joshua Reynolds und Francis Bacon, in: Anne Hoormann und Karl Schawelka (Hg.). Who’s afraid of. Zum Stand der Farbforschung. Weimar: Universitätsverlag, 1998, S. 158–190.
- Zum politischen Gehalt der Farbe im Werk Thomas Gainsboroughs, in: Im Blickfeld III. Jahrbuch der Hamburger Kunsthalle. Re-Visionen des Politischen. Hamburg: Christians, 1998, S. 57–77.
- Structures and Practices. Association of Art Historians Conference in London, Courtauld Institute of Art, 4.–6. April 1997, in: Kunstchronik 51 (1998), S. 157–163.
- Wolfgang Koethe. Ein ‚neuer’ unter ‚alten Meistern’, in: 4 x 1 im Albertinum 4: Graham. Klein. Koethe. Schuler, hrsg. v. Ulrich Bischoff. Dresden: Gemäldegalerie Neue Meister, 1997, S. 50–70.
- Körper und Wahrnehmung im Werk von Astrid Klein. 1980 – 1996, in: 4 x 1 im Albertinum 4: Graham. Klein. Koethe. Schuler, hrsg. v. Ulrich Bischoff. Dresden: Gemäldegalerie Neue Meister, 1997, S. 30–46.

### Zeitungsartikel
- Wellness-Oase für den Geist, in: UZH Magazin 26.4 (2017), S. 9 (Rubrik „Kunststück“).
- Wer sind wir?, in: UZH Magazin 26.3 (2017), S. 9 (Rubrik „Kunststück“).
- Kirchners Flucht, in: UZH Magazin 26.2 (2017), S. 9 (Rubrik „Kunststück“).
- Basteln, malen, schmieren, in: UZH Magazin 26.1 (2017), S. 9 (Rubrik „Kunststück“).
- Notbilder aus politischen Zeiten. Rezension der Ausstellung „Paul Klee. L’ironie à l’œuvre“, Centre Pompidou, Paris. Frankfurter Allgemeine Zeitung, 8. Juni 2016.
- Körper auf traumblauem Grund. Rezension der Gauguin-Ausstellung in der Fondation Beyeler. Frankfurter Allgemeine Zeitung, 18. April 2015.
- Gesichter der Malerei. Rezension der Ausstellung „Helene Schjerfbeck“ in der Schirn Kunsthalle Frankfurt. Neue Zürcher Zeitung, Feuilleton, 3. Dezember 2014, S. 49.
- Moderate Moderne. Rezension von Eugen-und-Yoshida-Früh-Stiftung (Hg.). Eugen Früh und seine Brüder. Auf den Spuren einer Künstlerfamilie in Zürich. Zürich: Scheidegger & Spiess, 2014, in: Neue Zürcher Zeitung, Feuilleton, 16. Oktober 2014, S. 19.
- Was hat die Auster mit dem Pferd zu tun? Rezension der Ausstellung „Daniel Spoerri im NHM. Ein inkompetenter Dialog?“ im Naturhistorischen Museum Wien. Frankfurter Allgemeine Zeitung, Feuilleton, 15. Juni 2012, S. 36.
- Hier lauert kein Glück, sondern der Fehltritt. Rezension der Ausstellung „Renoir. Zwischen Bohème und Bourgeoisie“ im Kunstmuseum Basel. Frankfurter Allgemeine Zeitung, Feuilleton, 4. April 2012, S. 30.
- Die Köpfe der Koloniekönige. Rezension der Ausstellung „Helden – Ein neuer Blick auf die Kunst Afrikas“ im Museum Rietberg, Zürich. Frankfurter Allgemeine Zeitung, Feuilleton, 31. März 2012, S. 32.
- Übers Papier gestrichelter Regen. Rezension der Ausstellung „Ineffabile Perfezione. La Fotografia del Giappone. 1860–1910“ in Venedig. Frankfurter Allgemeine Zeitung, Feuilleton, 7. März 2012, S. 30.
- Auf der Suche nach dem Wesen des Tiers. Rezension der George Stubbs-Ausstellung in München. Frankfurter Allgemeine Zeitung, Feuilleton, 30. Januar 2012, S. 27.
- Ist er überhaupt der Titan, für den wir ihn halten? Rezension der Max Beckmann-Ausstellungen in Basel, Frankfurt und Leipzig. Frankfurter Allgemeine Zeitung, 30. November 2011, S. N3.
- Klees Kaffeetasse und Japans Katastrophe. Bericht in der Frankfurter Allgemeinen Zeitung, Feuilleton, 18. März 2011, S. 33.
- „Im Luftfahrtzeug der Ideen“. Ludwig Binswangers Seelenheilkunde in neuer Beleuchtung, in: Neue Zürcher Zeitung, 3./4. Mai 2003, Nr. 101, S. 47.